# هبگن لیک استیتس (مونتانا)
هبگن لیک استیتس (به انگلیسی: Hebgen Lake Estates) یک منطقهٔ مسکونی در ایالات متحده آمریکا است که در شهرستان گالاتین، مونتانا واقع شده‌است. هبگن لیک استیتس ۰٫۴۸ کیلومتر مربع مساحت و ۷۰ نفر جمعیت دارد و ۲٬۰۰۱ متر بالاتر از سطح دریا واقع شده‌است.